# Championnat de Jordanie de football 1983
Navigation
Saison précédente Saison suivante
La saison 1983 du Championnat de Jordanie de football est la trente-cinquième édition du championnat de première division en Jordanie. La compétition est disputée sous forme de poule unique où les dix meilleurs clubs du pays s'affrontent deux fois au cours de la saison, à domicile et à l'extérieur. En fin de saison, les deux derniers du classement sont relégués et remplacés par les deux meilleurs clubs de deuxième division.
C'est le club d'Al-Faisaly Club qui remporte la compétition après avoir terminé en tête du classement, avec un seul point d'avance sur Al-Weehdat Club et cinq sur le double tenant du titre, Al Ramtha SC. C'est le dix-huitième titre de champion de Jordanie de l'histoire du club, qui réussit le doublé en s'imposant en finale de la Coupe de Jordanie, face à Al-Ramtha.

## Les clubs participants
| - Al-Weehdat Club - Al Ramtha SC - Al Hussein Irbid - Al-Ahli Amman - Amman SC | - Al Jazira Amman - Al-Faisaly Club - Al Nasr Amman - Promu de D2 - Ain Karem SC - Al Balqaa - Promu de D2 |

## Compétition

### Classement
Le barème utilisé pour établir le classement est le suivant :
- Victoire : 2 points
- Match nul : 1 point
- Défaite : 0 point

| Rang | Équipe           | Pts | J  | G  | N | P  | Bp | Bc | Diff |
| ---- | ---------------- | --- | -- | -- | - | -- | -- | -- | ---- |
| 1    | Al-Faisaly ClubC | 31  | 18 | 14 | 3 | 1  | 41 | 9  | +32  |
| 2    | Al-Weehdat Club  | 30  | 18 | 13 | 4 | 1  | 32 | 12 | +20  |
| 3    | Al Ramtha SCT    | 26  | 18 | 10 | 6 | 2  | 27 | 8  | +19  |
| 4    | Al Jazira Amman  | 24  | 18 | 10 | 4 | 4  | 33 | 16 | +17  |
| 5    | Amman SC         | 18  | 18 | 6  | 6 | 6  | 29 | 19 | +10  |
| 6    | Al-Ahli Amman    | 17  | 18 | 5  | 7 | 6  | 25 | 22 | +3   |
| 7    | Al Nasr AmmanP   | 15  | 18 | 6  | 3 | 9  | 23 | 34 | -11  |
| 8    | Al Hussein Irbid | 12  | 18 | 2  | 6 | 10 | 14 | 22 | -8   |
| 9    | Ain Karem SC     | 5   | 18 | 1  | 3 | 14 | 10 | 53 | -43  |
| 10   | Al BalqaaP       | 4   | 18 | 0  | 4 | 14 | 5  | 44 | -39  |

|  | Champion de Jordanie 1983                                                                |
|  | Relégation directe en deuxième division                                                  |
|  | T : Tenant du titre C : Vainqueur de la Coupe de Jordanie P : Promu de deuxième division |

### Matchs
| Résultats (▼dom., ►ext.) | Fai | Wee | Ram | Ahl | Jaz | Hus | Amm | Nas | Bal | Ain |
| Al-Faisaly Club          |     | 3-1 | 1-1 | 1-1 | 3-1 | 0-0 | 3-0 | 3-0 | 1-0 | 3-0 |
| Al-Weehdat Club          | 2-1 |     | 1-1 | 0-0 | 1-0 | 1-0 | 2-2 | 4-1 | 1-0 | 2-1 |
| Al Ramtha SC             | 0-1 | 0-0 |     | 2-1 | 0-1 | 1-0 | 1-1 | 2-0 | 3-0 | 5-0 |
| Al-Ahli Amman            | 1-4 | 1-3 | 1-3 |     | 0-1 | 0-0 | 0-0 | 3-1 | 2-0 | 4-0 |
| Al Jazira Amman          | 0-4 | 0-1 | 1-1 | 2-1 |     | 3-0 | 1-0 | 4-0 | 7-1 | 6-0 |
| Al Hussein Irbid         | 0-2 | 0-2 | 0-1 | 1-1 | 0-1 |     | 1-1 | 1-2 | 0-0 | 3-1 |
| Amman SC                 | 0-1 | 1-2 | 0-1 | 2-2 | 1-2 | 2-1 |     | 1-1 | 4-1 | 6-0 |
| Al Nasr Amman            | 1-2 | 0-3 | 0-4 | 1-1 | 1-1 | 2-1 | 0-3 |     | 4-0 | 3-0 |
| Al Balqaa                | 0-2 | 0-1 | 0-0 | 0-3 | 1-1 | 1-5 | 0-4 | 0-4 |     | 1-2 |
| Ain Karem SC             | 1-6 | 1-5 | 0-1 | 1-3 | 1-1 | 1-1 | 0-1 | 1-2 | 0-0 |     |

## Bilan de la saison
| Championnat de Jordanie de football 1983 |                             |
| Champion                                 | Al-Faisaly Club (18e titre) |
| Coupes et trophées                       |                             |
| Vainqueur de la Coupe de Jordanie 1983   | Al-Faisaly Club             |
| Promotions et relégations                |                             |
| Promus en première division              | Al Arabi Irbid              |
| Promus en première division              | Al Quoqazi                  |
| Relégués en deuxième division            | Ain Karem SC                |
| Relégués en deuxième division            | Al Balqaa                   |